# Mezný
Mezný je malá vesnice, část obce Chyšky v okrese Písek v Jihočeském kraji. Nachází se asi 3,5 kilometru severně od Chyšek. Mezný je také název katastrálního území o rozloze 3,35 km². V katastrálním území Mezný leží i Radíkovy a Voděrady.

## Historie
První písemná zmínka o vesnici pochází z roku 1398.

## Obyvatelstvo
| Rok            | 1869 | 1880 | 1890 | 1900 | 1910 | 1921 | 1930 | 1950 | 1961 | 1970 | 1980 | 1991 | 2001 | 2011 | 2021 |
| -------------- | ---- | ---- | ---- | ---- | ---- | ---- | ---- | ---- | ---- | ---- | ---- | ---- | ---- | ---- | ---- |
| Počet obyvatel | 123  | 107  | 97   | 77   | 84   | 89   | 60   | 63   | 53   | 37   | 15   | 12   | 6    | 0    | 1    |
| Počet domů     | 13   | 13   | 13   | 13   | 15   | 15   | 15   | 15   | 12   | 11   | 8    | 10   | 15   | 15   | 1    |

## Obecní správa
Při sčítání lidu v letech 1850–1959 Mezný byl osadou obce Nosetín, se kterým patřil nejprve do okresu Sedlčany, ale v roce 1950 v okrese Milevsko. Od roku 1960 je částí obce Chyšky v okrese Písek.

## Pamětihodnosti
- Kamenná zvonice na okraji vesnice je z roku 1881. Podstavec zvonice nese tuto dataci. V střední části zvoničky je nika pro sochu světce.
- Vedle zvonice se nalézá kamenný kříž v ohrádce. Na spodním soklu kříže je také uvedená datace.
- U příjezdové komunikace do vesnice se nachází kamenný kříž. Mezi rameny kříže a na soklu jsou patrné otvory pro upevnění destičky a těla Krista.
- Drobný kříž na kamenném podstavci se nalézá u komunikace zhruba uprostřed vesnice. Na obdélníkovém štítku kříže je uvedený tento nápis: Pochválen buď Svatý Kříž na němž zemřel pan JEŽÍŠ. Zdobný kamenný podstavec je navíc reliéfně zdobený rostlinným motivem.
- V terase na okraji vsi se nachází další drobný kříž, také na kamenném podstavci. Na oválném štítku tohoto kříže je tento nápis: Pochválen buď Pán Ježíš Kristus.
- Venkovská usedlost čp. 1 je vedená v Seznamu kulturních památek v okrese Písek.

## Galerie

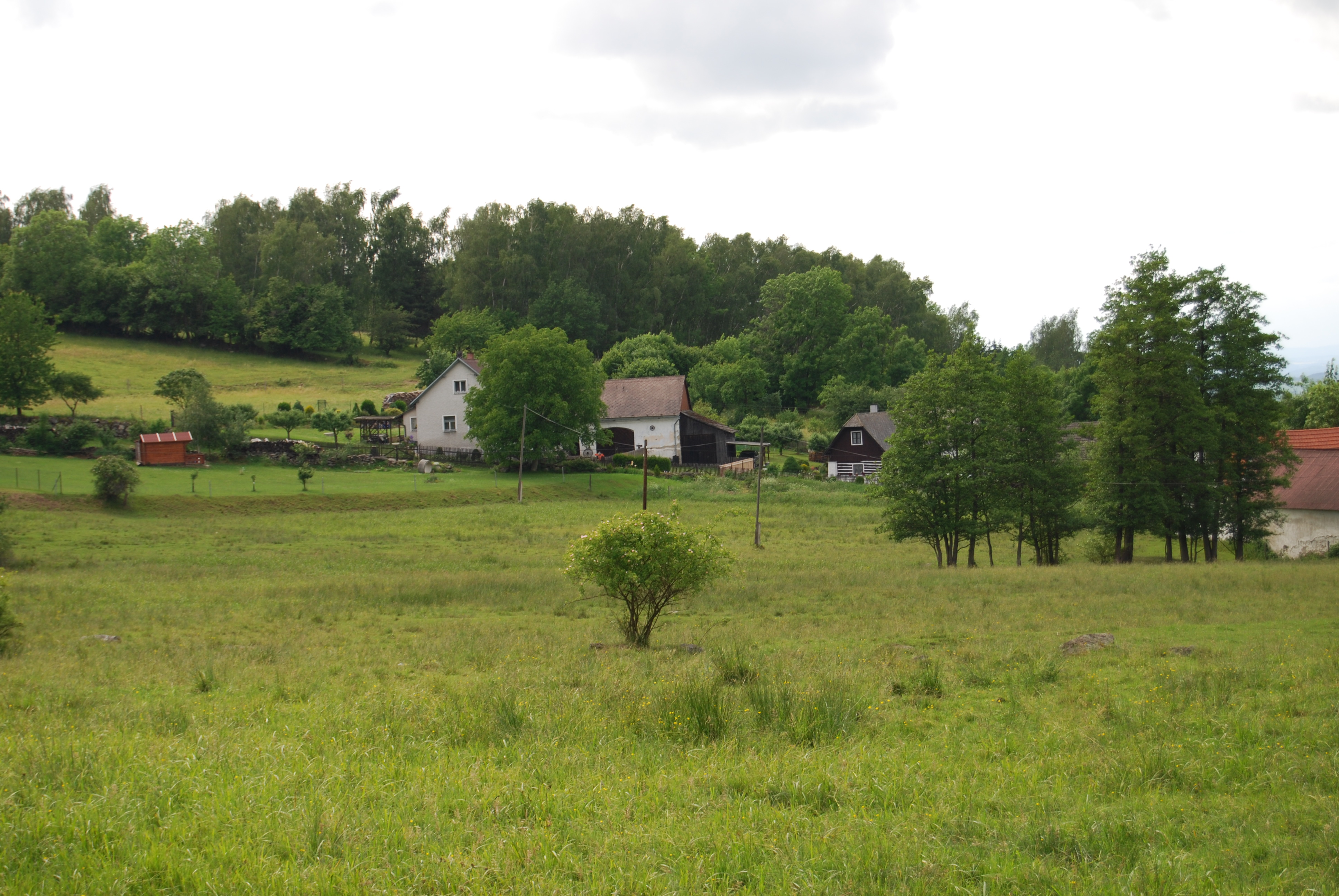
Pohled na část vesnice
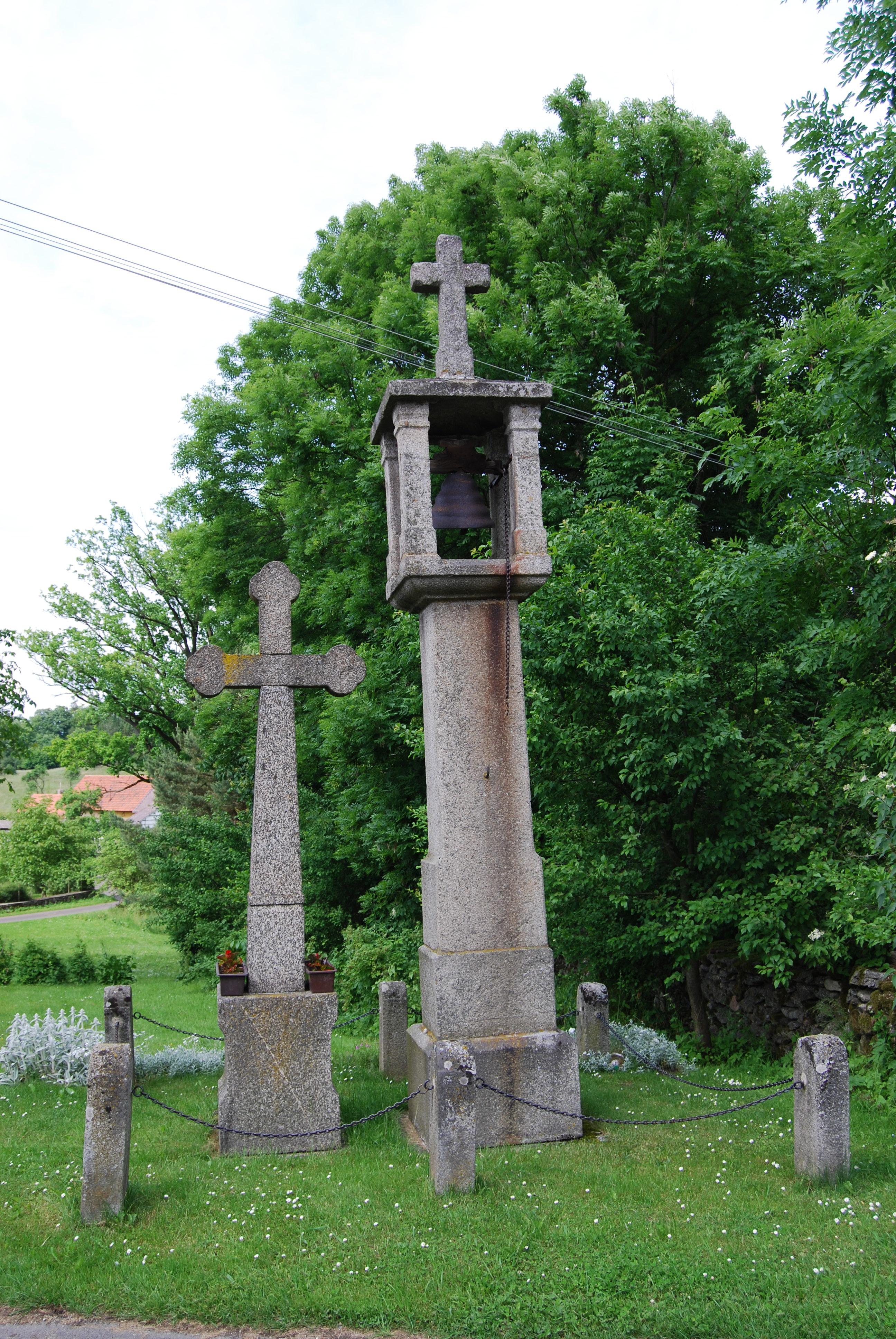
Kamenná zvonice a kříž
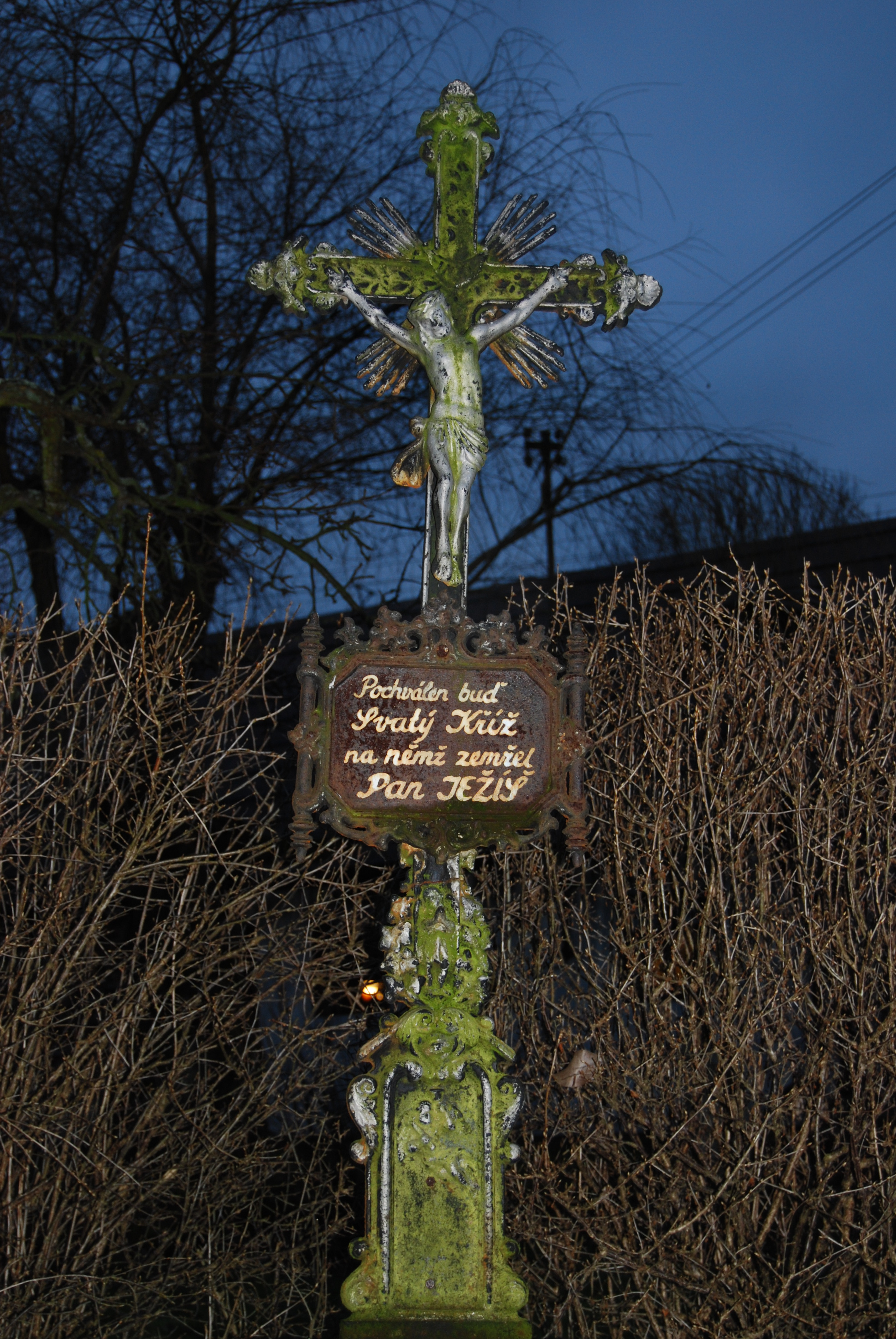
Detail kříže ve vsi
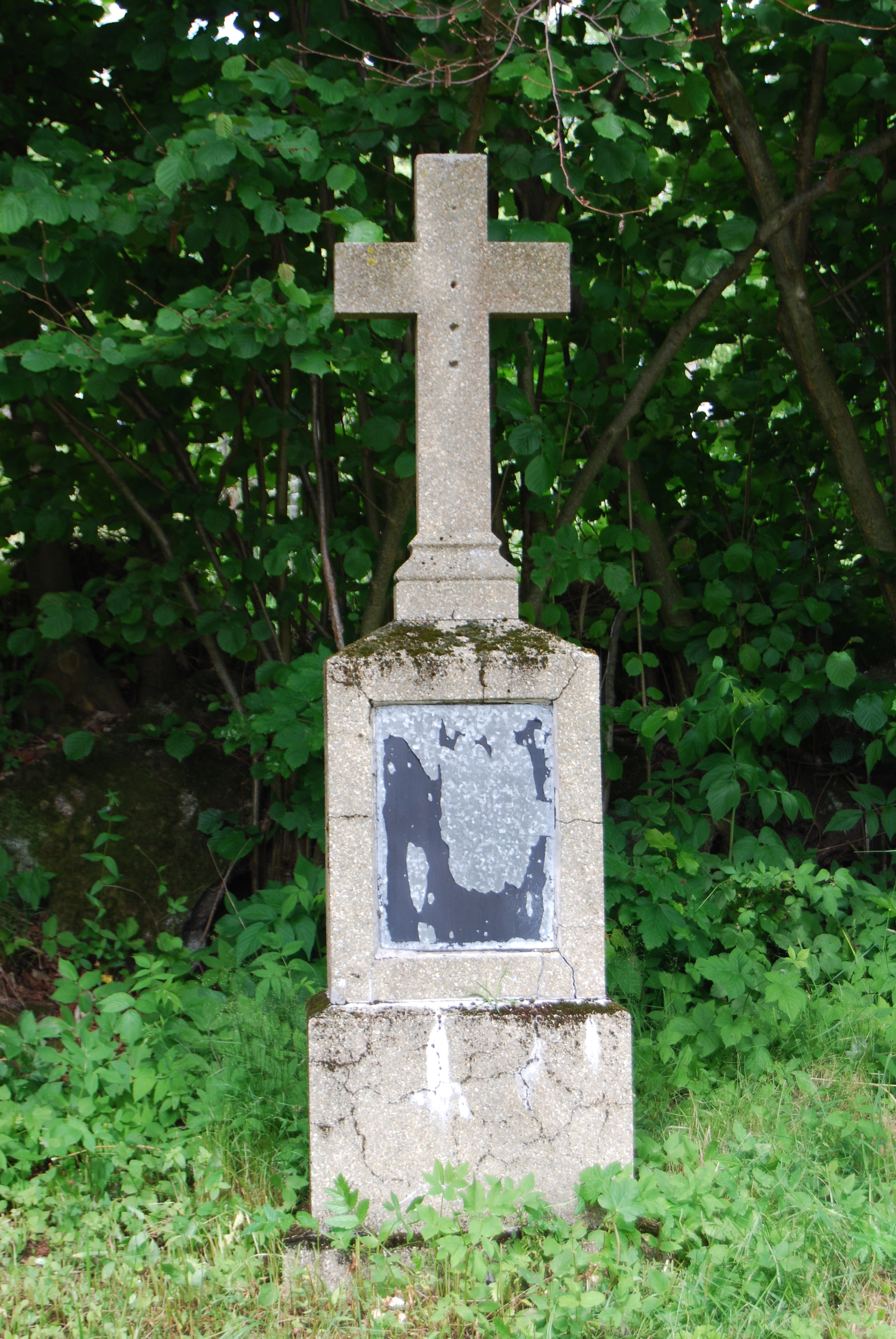
Kříž před vesnicí